# Yeah Yeah Yeahs

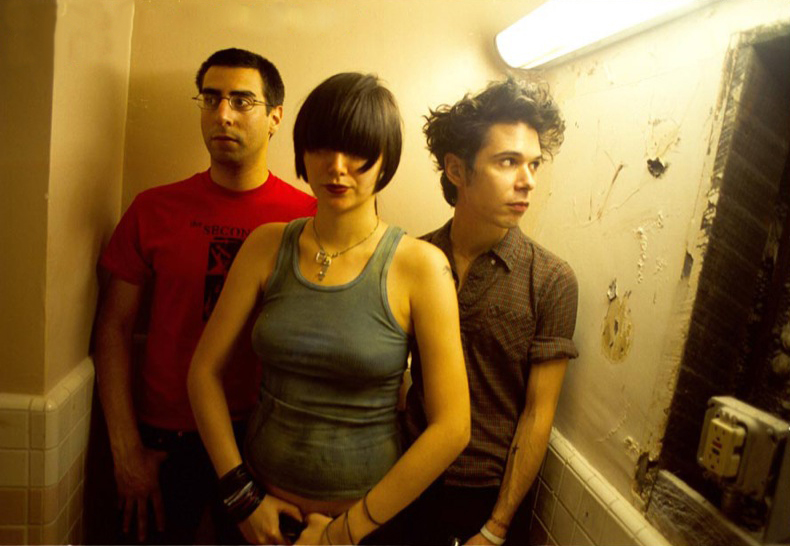
Yeah Yeah Yeahs

Yeah Yeah Yeahs is een indierockband uit New York. De band werd in 2000 opgericht door zangeres Karen O, drummer Brian Chase en gitarist Nick Zinner. Sinds 2006 worden ze bij het toeren vergezeld door Imaad Wasif als tweede gitarist. 

## Geschiedenis
Het debuut van Yeah Yeah Yeahs was een gelijknamige ep uit 2001. In 2002 volgde een andere ep, Machine. In 2003 werd het debuutalbum van de band, Fever to Tell, uitgebracht. Deze werd wereldwijd meer dan 750.000 keer verkocht. De derde single van dit album, "Maps", was een groot succes. Dit liedje gaat over Angus Andrew, zanger van de Liars en destijds de vriend van Karen O. De video voor hun single "Y Control" uit 2004 werd geregisseerd door Spike Jonze, die vervolgens een relatie kreeg met Karen O. In oktober 2004 bracht de band hun eerste dvd uit: Tell Me What Rockers to Swallow. Op de dvd staan een concert, gefilmd in The Fillmore in San Francisco, alle muziekvideo's van de band en verscheidene interviews.
Het tweede album, Show Your Bones, werd uitgebracht in maart 2006. De eerste single van dit album, "Gold Lion", kwam uit op 20 maart 2006 en stond op de achttiende plaats in de UK Singles Chart.
De uitgave van het derde album, It’s Blitz!, stond aanvankelijk gepland voor medio april 2009. Omdat het album al op 23 februari via het internet uitlekte, besloten de band en platenmaatschappij Interscope het op 9 maart 2009 als muziekdownload beschikbaar te stellen. Een fysieke cd volgde in de Verenigde Staten op 31 maart en op 6 april in de rest van de wereld. De eerste single, "Zero", maakt duidelijk dat de band een meer elektronisch geluid dan voorheen verkiest. Ook de videoclip van deze single ging op 9 maart in première bij AOL Music. Op 30 januari 2010 bereikte een A-Trak-remix van de single "Heads Will Roll" de hoogste positie in de Vlaamse Ultratip.

## Discografie

### Studioalbums
- Fever to Tell (2003)
- Show Your Bones (2006)
- It's Blitz! (2009)
- Mosquito (2013)

### Ep's
- Yeah Yeah Yeahs (2001)
- Machine (2002)
- Let Me Know/Gold Lion Remixes (2006)
- Is Is (2007)

### Dvd
- Tell Me What Rockers to Swallow (2004)